# Anke Salzer
Anke Salzer, vor Heirat Anke Köninger (* 22. März 1961 in Stuttgart), ist eine ehemalige deutsche Leichtathletin.

## Sportliche Karriere
Anke Köninger begann bei den Stuttgarter Kickers, von 1975 bis 1980 startete sie für die TG Nürtingen. Nach fünf Jahren beim VfB Stuttgart wechselte sie 1986 zum VfL Sindelfingen. Bei Deutschen Meisterschaften gewann sie 1984 in Ahlen im Siebenkampf. 1986 in Berlin und 1988 in Frankfurt am Main siegte sie mit der Sindelfinger 4-mal-100-Meter-Staffel.
Bei den Junioreneuropameisterschaften 1979 belegte Köninger im Fünfkampf den vierten Platz mit 150 Punkten Rückstand auf die drittplatzierte Anke Vater aus der DDR. Die westdeutsche Sprintstaffel mit Edith Oker, Elke Vollmer, Anke Köninger und Friedericke Vombohr gewann die Bronzemedaille hinter den Staffeln aus der DDR und aus der Sowjetunion.
Anke Köninger startete von 1980 bis 1986 viermal im Nationaltrikot. Bei den Europameisterschaften 1986 in Stuttgart schied sie im Halbfinale über 200 Meter in 23,58 Sekunden aus. Die westdeutsche 4-mal-100-Meter-Staffel mit Resi März, Anke Köninger, Heidi-Elke Gaugel und Ute Thimm qualifizierte sich mit der fünftbesten Zeit für das Finale. Im Endlauf wurde die Staffel disqualifiziert.
Anke Köninger heiratete den Leichtathleten Peter Salzer. Der Sohn Michael Salzer war als Bobfahrer erfolgreich.